# Birgitta Olzon
Birgitta Maria Lundholm, känd under flicknamnet Birgitta Olzon, under en tid Askegård, född den 10 november 1934 i Johannebergs församling i Göteborg, död den 17 juli 2019 i Katarina församling, Stockholm, var en svensk skådespelare som medverkade i olika filmer under 1950- och 1960-talen.
Birgitta Olzon var dotter till redaktören Gösta Olzon och Ingrid Tegnér (omgift Fröling) samt syster till Staffan Olzon. Hon gifte sig 1953 med  kompositören och pianisten Östen Askegård (1927–1970)  och 1979 med Björn Lundholm (född 1940). Hon är begravd på Skogskyrkogården i Stockholm.

## Filmografi
- 1950 – Fästmö uthyres
- 1950 – Kastrullresan
- 1952 – Farlig kurva
- 1952 – För min heta ungdoms skull
- 1955 – Janne Vängman och den stora kometen
- 1955 – Danssalongen
- 1956 – Nattbarn
- 1961 – Maria Angelica (TV-teater)

## Teater

### Roller
| År   | Roll        | Produktion                                | Regi               | Teater                     |
| ---- | ----------- | ----------------------------------------- | ------------------ | -------------------------- |
| 1952 | Medverkande | Knäppupp I - Akta huvet, revy Povel Ramel | Per-Martin Hamberg | Lorensbergs Cirkus/ Folkan |